# Dirty Dalí: A Private View
Dirty Dalí: A Private View è un documentario del 1998 diretto da Guy Evans e basato sulla vita del pittore spagnolo Salvador Dalí.